# Stephan Ambrosius
Stephan Ambrosius (Hamburgo, Alemania, 18 de diciembre de 1998) es un futbolista ghanés. Juega de defensa y su equipo es el F. C. St. Gallen de la Superliga de Suiza.

## Trayectoria
Ambrosius comenzó su carrera juvenil en el F. C. St. Pauli, antes de pasar al sistema juvenil del Hamburgo S. V., donde trabajó hasta ser ascendido al segundo equipo en 2017. El 31 de marzo de 2018 hizo su debut en la Bundesliga como titular en el partido de la jornada 28 contra el VfB Stuttgart, que terminó como empate 1-1 después de que fuera sustituido en el medio tiempo por Rick van Drongelen. 

## Clubes
| Club                      | País     | Año       |
| ------------------------- | -------- | --------- |
| Hamburgo S. V. II         | Alemania | 2017-2018 |
| Hamburgo S. V.            | Alemania | 2018-2024 |
| Karlsruher S. C. (cedido) | Alemania | 2022-2023 |
| F. C. St. Gallen          | Suiza    | 2024-     |